# Copperheads

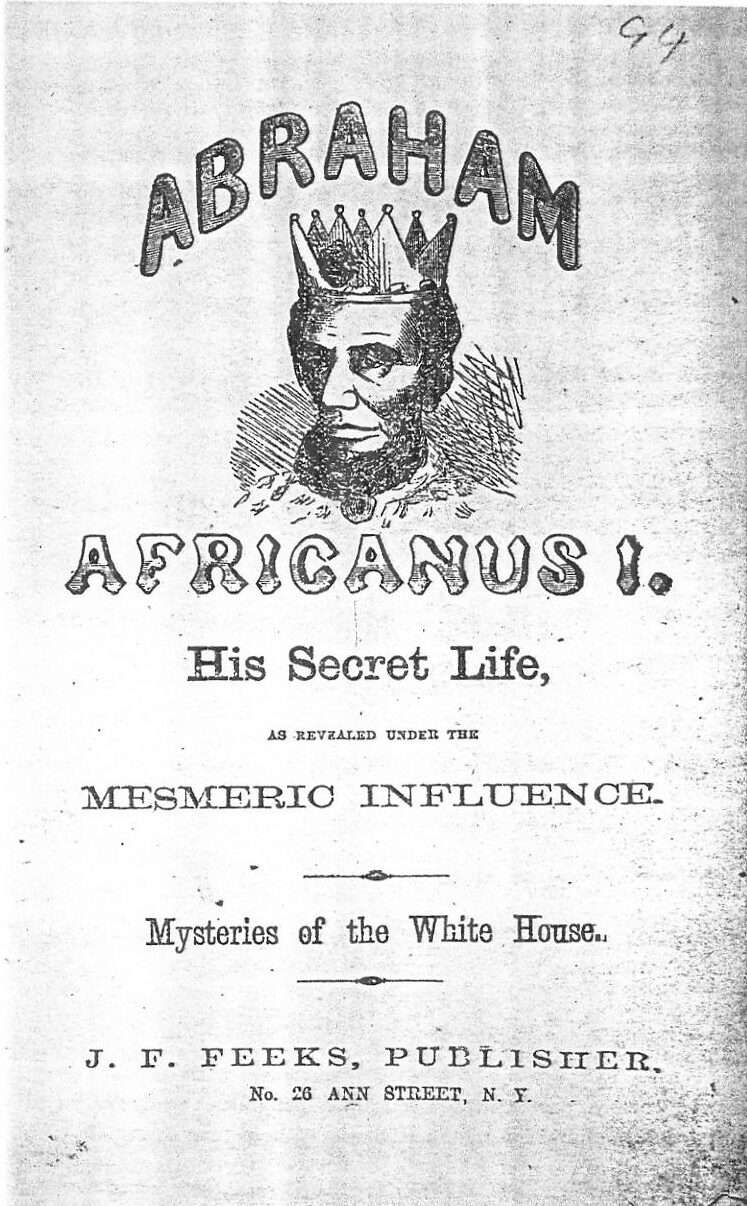
pamphlet pubblicato nel 1864 dai Copperheads

I Copperheads furono un movimento politico che si formò durante il periodo della guerra di secessione all'interno del Partito Democratico e che si oppose alla guerra civile che vedeva gli unionisti contro i confederati. I Copperheads erano favorevoli ad una pace immediata con gli Stati del sud anche a costo di una secessione di questi ultimi, fatto che li espose a molte critiche specialmente negli stati settentrionali. Il nome Copperhead gli fu assegnato dai loro avversari politici che erano perlopiù membri del Partito Repubblicano. Il nome Copperhead deriva dall'omonimo serpente e fu scelto proprio a causa della pericolosità di questo animale, che se provocato può mordere senza preavviso, contrariamente a quanto invece fa un serpente a sonagli.
Tra gli esponenti più famosi di questo movimento spicca certamente Clement L. Vallandigham.

## Il movimento dei Copperheads
Il movimento dei Copperheads usò di frequente toni accesi e non risparmiò una pesante critica all'allora presidente in carica Abraham Lincoln; ciò nonostante il movimento non organizzò mai azioni di violenza nei confronti del governo. A causa della loro opposizione alla guerra di secessione furono più volte sospettati di tramare contro il governo federale e furono anche accusati di vilipendio. Numerosi furono inoltre i leader di questo movimento che dovettero scontare delle pene di detenzione.
Tra i gruppi più attivi dei Copperheads spicca certamente il Knights of the Golden Circle. Formatosi in Ohio intorno al 1850 apparve per la prima volta sulla scena politica intorno al 1861. Fu rinominato e riorganizzato nel 1863 con il nome the Order of American Knights per essere poi disciolto un anno più tardi nel 1864 ed essere rifondato una terza volta con il nome di the Order of the Sons of Liberty a capo del quale c'era Vallandigham.